# Albert Schultens
Albert Schultens, född 22 augusti 1686 i Groningen, död den 26 januari 1750 i Leiden, var en holländsk orientalist. Han var far till Jan Jacob Schultens.
Schultens blev 1713 professor i hebreiska i Franeker, 1717 tillika universitetspredikant, 1729 konservator för de orientaliska handskrifterna i Leiden och 1732 professor i orientaliska språk vid Leidens universitet. En av hans största förtjänster som vetenskaplig författare var, att han insåg arabiskans stora betydelse för ett djupare studium av hebreiskan. Hans främsta arbeten var Origines hebraeae (2 delar, 1724-38), Institutiones ad fundamenta linguae hebraeae (1737; nya upplagor 1743 och 1756), översättning av Jobs bok jämte kommentar (2 delar, 1737) och av Ordspråksboken med kommentar (1748), Monumenta vetustiora Arabiae sive specimina quaedam illustria antiquae memoriae et linguae (1740), Opera minora (1769) samt en edition av Erpenius "Rudimenta linguae arabicae" (1733; ny upplaga 1770) och samme författares "Grammatica arabica" (1748; ny upplaga 1767).